# Neumarkt-Sankt Veit
Neumarkt-Sankt Veit er en historisk by ved floden Rott i regierungsbezirk Oberbayern i den tyske delstat Bayern, og udgør sammen med kommunen Egglkofen Verwaltungsgemeinschaft Neumarkt-Sankt Veit.
I den østlige ende af byen ligger Kloster Sankt Veit, der blev grundlagt i år 1121 af adelsmanden Dietmar af Lungau, viet til Sankt Veit som på dansk hedder Sankt Vitus.